# Rhysipolis stenodes
Rhysipolis stenodes är en stekelart som beskrevs av Spencer 1999. Rhysipolis stenodes ingår i släktet Rhysipolis och familjen bracksteklar. Inga underarter finns listade i Catalogue of Life.